# Ōtani Yoshitsugu

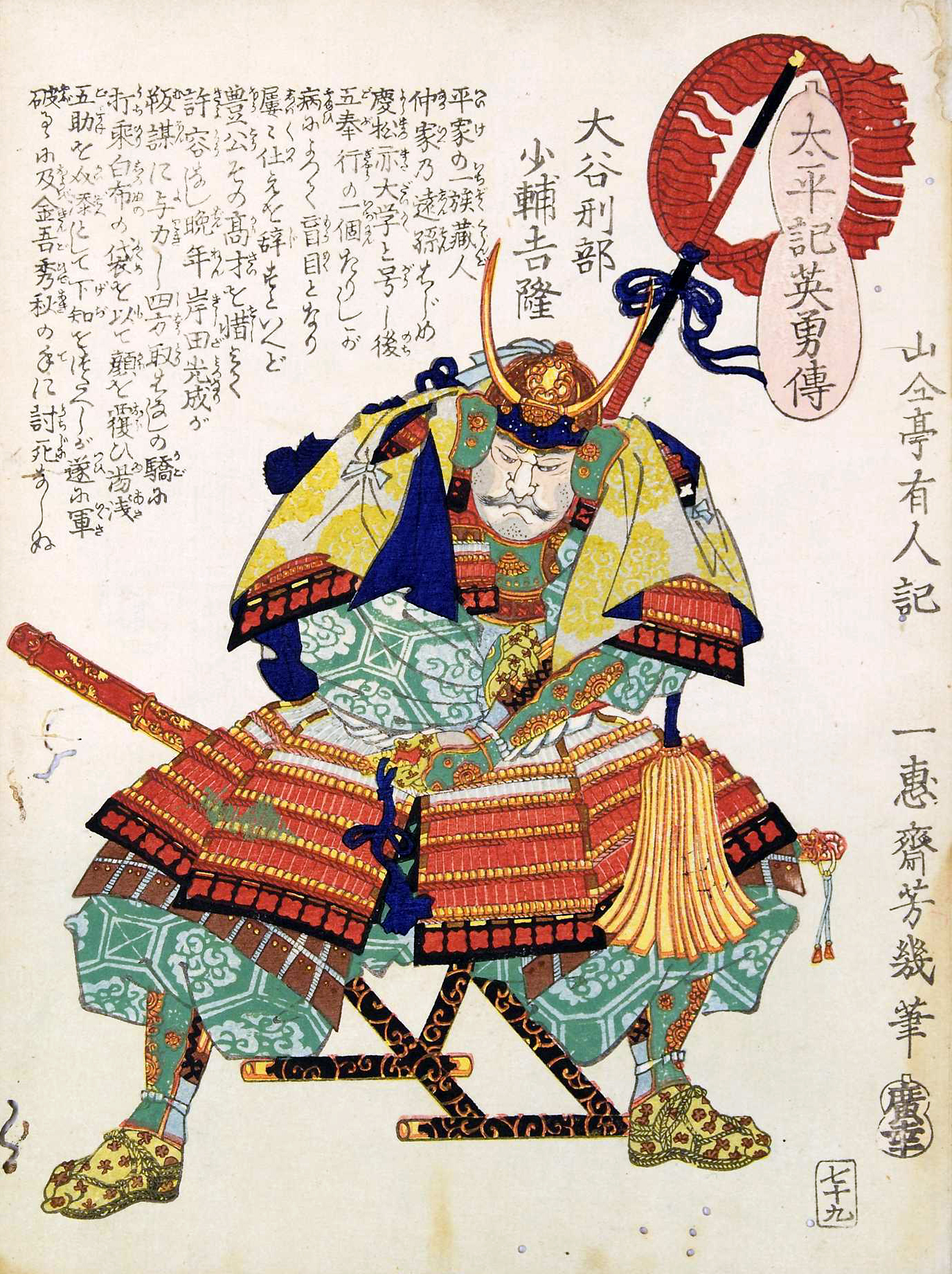
Fiktive Darstellung des Ōtani Yoshitsugu, Farbholzschnitt von Utagawa Yohiiku, um 1865

Ōtani Yoshitsugu (jap. 大谷 吉継; * 1559; † 21. Oktober 1600) war ein japanischer Samurai der Sengoku-Zeit und der Azuchi-Momoyama-Zeit. Er war ein Gefolgsmann von Toyotomi Hideyoshi und zeichnete sich während der Kämpfe in Kyūshū und in Korea aus. Dort schloss er auch mit Ishida Mitsunari Freundschaft.

## Lebensweg
Ōtani Yoshitsugu wurde 1559 vermutlich als Sohn eines Gefolgsmannes von Ōtomo Sōrin geboren, die genauen Umstände sind jedoch unklar. In den 1570er Jahren schloss er sich Toyotomi Hideyoshi und Ishida Mitsunari während der Kämpfe in Kyūshū an. Die beiden Samurai schlossen eine enge Freundschaft, die erst mit dem Tod der beiden nach der Schlacht von Sekigahara enden sollte. Im Jahre 1583 nahm er an der Schlacht von Shizugatake teil und wurde mit der Provinz Echizen, bisher im Besitz von Shibata Katsuie, belohnt. Er stieg somit in den Rang eines Daimyō auf. 1590 nahm er an der Belagerung der Burg Odawara teil. Seit dieser Zeit litt Ōtani Yoshitsugu an der Krankheit Lepra, was schlussendlich zu seiner Erblindung führte. Während der Unruhen im Jahre 1600 unterstützte er zunächst Tokugawa Ieyasu, wechselte dann aber die Seiten, als sein enger Freund Ishida Mitsunari zum Befehlshaber der westlichen Armee berufen wurde. Während der Schlacht von Sekigahara war Ōtani Yoshitsugu einer der Kommandeure der westlichen Armee. Seine Truppen rückten zunächst erfolgreich vor, wurden jedoch nach dem Verrat von Kobayakawa Hideaki abgeschnitten. Vom Feind umzingelt, beging Ōtani rituellen Suizid.

## Trivia
Die Freundschaft zwischen Ōtani Yoshitsugu und Ishida Mitsunari ist ein beliebtes Motiv in Japan. Er ist eine spielbare Figur in mehreren Computerspielen, darunter Kessen, Sengoku Basara und Samurai Warriors.